# Emily Watson
Pour les articles homonymes, voir Watson.
Ne doit pas être confondu avec Emma Watson ou Emily Lloyd.
Emily Watson [ˈɛməli ˈwɒtsən], née le 14 janvier 1967 à Londres, est une actrice britannique devenue célèbre grâce au film Breaking the Waves de Lars von Trier, dans lequel elle tient le rôle principal.
Elle a remporté de nombreuses récompenses, au théâtre, au cinéma et à la télévision.

## Biographie

### Origines familiales et formation
Née le 14 janvier 1967 dans le district londonien d'Islington, Emily Margaret Watson est la fille de Richard Watson, architecte, et de Katharine (Venables), professeur d'anglais à la St David's Girls' School, dans l'ouest de Londres.
Après des études secondaires à la St James Independent Schools (en), elle fait trois années d'études de littérature anglaise à l'université de Bristol, obtenant un baccalauréat universitaire ès lettres (licence).
Après avoir en vain tenté d'intégrer une école d'art dramatique[Laquelle ?], elle est acceptée trois ans plus tard[pas clair] au Drama Studio London (en), ce qui lui permet de trouver des rôles au théâtre.

### Carrière
C'est au cours d'une représentation de la pièce The Children's hour (en) en 1994 que le cinéaste danois Lars von Trier la repère et lui offre le rôle principal de Breaking the Waves en 1996. Ce premier rôle sur le grand écran lui vaut d'être nommée en 1997 pour l'Oscar de la meilleure actrice. Elle a dès lors de nombreuses propositions au cinéma.

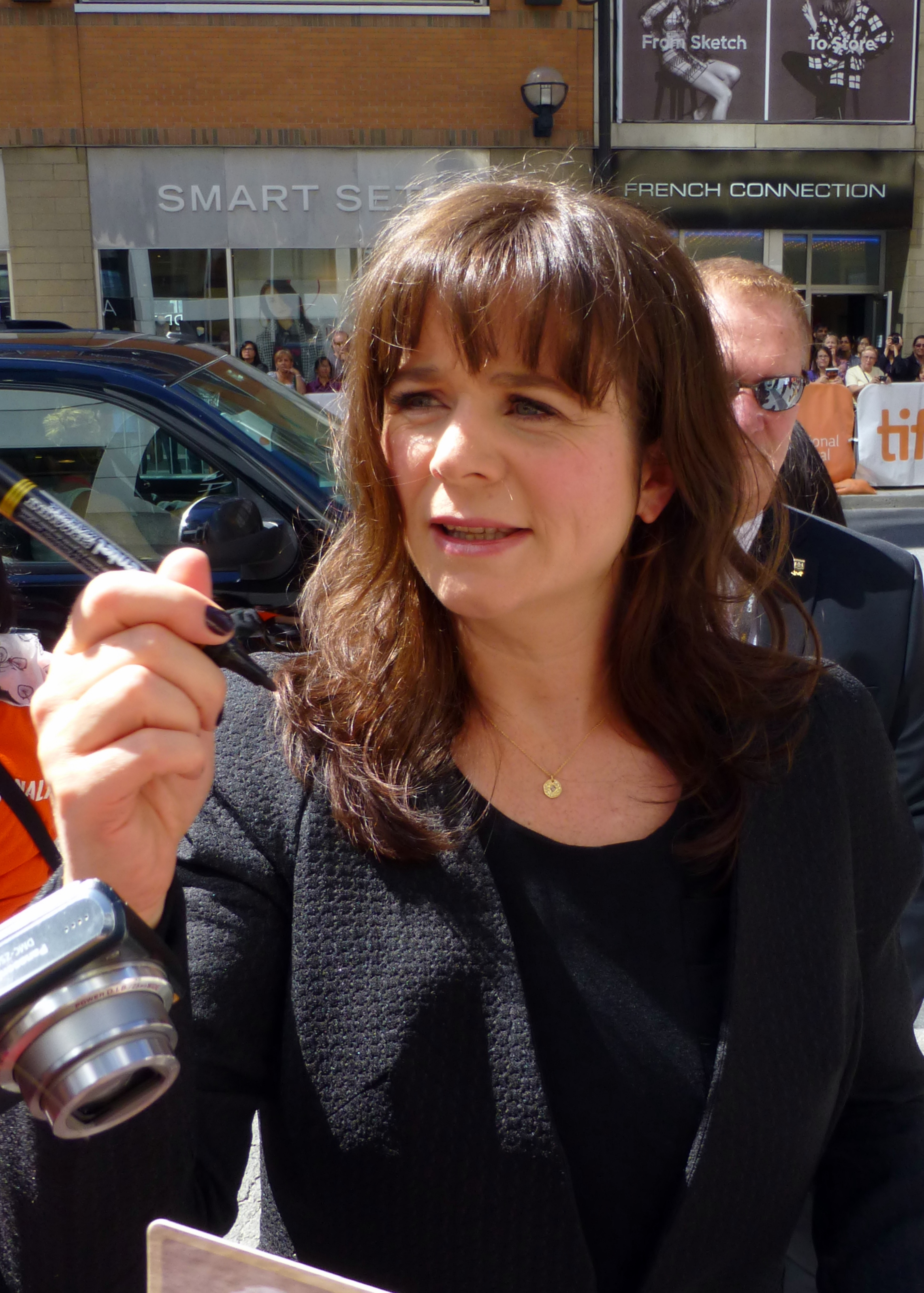
Emily Watson en 2013.

En 2000, elle accepte le rôle d'Amélie Poulain que lui propose Jean-Pierre Jeunet, puis se récuse quelques semaines avant le tournage, laissant la place à Audrey Tautou.

### Vie privée
Emily Watson épouse en 1995 Jack Waters, acteur qu'elle a rencontré à la Royal Shakespeare Company. Une fille, Juliet, naît en novembre 2005, et un fils en février 2009.

## Filmographie

### Cinéma
- 1996 : Breaking the Waves de Lars von Trier : Bess McNeill
- 1997 : Metroland de Philip Saville : Marion
- 1997 : The Boxer de Jim Sheridan : Maggie
- 1998 : Hilary et Jackie (Hilary and Jackie) d'Anand Tucker : Jacqueline du Pré
- 1999 : Broadway, 39e rue (Cradle Will Rock) de Tim Robbins : Olive Stanton
- 1999 : Les Cendres d'Angela (Angela's Ashes) d'Alan Parker : Angela McCourt
- 2000 : Trixie d'Alan Rudolph : Beatrice « Trixie » Zurbo
- 2000 : La Défense Loujine (The Luzhin Defence) de Marleen Gorris : Natalia Katkov
- 2001 : Gosford Park de Robert Altman : Elsie
- 2002 : Dragon rouge (Red Dragon) de Brett Ratner : Reba McClane
- 2002 : Equilibrium de Kurt Wimmer : Mary O'Brien
- 2002 : Punch-Drunk Love de Paul Thomas Anderson : Lena Leonard
- 2004 : Moi, Peter Sellers (The Life and Death of Peter Sellers) de Stephen Hopkins : Anne Sellers
- 2005 : The Proposition de John Hillcoat : Martha Stanley
- 2005 : Wah-Wah de Richard E. Grant : Ruby Compton
- 2005 : Separate Lies de Julian Fellowes : Anne Manning
- 2006 : La Croisade en jeans (Kruistocht in spijkerbroek) de Ben Sombogaart : Mary Vega
- 2006 : Miss Potter de Chris Noonan : Millie Warne
- 2008 : Le Dragon des mers : La Dernière Légende (The Water Horse : Legend of the Deep) de Jay Russell : Anne MacMorrow
- 2008 : Fireflies in the Garden de Dennis Lee : Jane Lawrence
- 2009 : Âmes en stock (Cold Souls) de Sophie Barthes : Claire
- 2009 : Dans la tourmente (Within the Whirlwind) de Marleen Gorris : Eugenia Ginzburg
- 2010 : Cemetery Junction de Stephen Merchant et Ricky Gervais : Mme Kendrick
- 2010 : Oranges and Sunshine de Jim Loach : Margaret Humphreys
- 2011 : Cheval de guerre (War Horse) de Steven Spielberg : la mère d'Albert
- 2012 : Anna Karénine (Anna Karenina) de Joe Wright : La Comtesse Lydia
- 2013 : La Voleuse de livres (The Book Thief) de Brian Percival : Rosa
- 2013 : Some Girl(s) de Daisy von Scherler Mayer : Lindsay
- 2013 : Belle d'Amma Asante : Lady Mansfield
- 2014 : Mémoires de jeunesse (Testament of Youth) de James Kent : Mme Brittain
- 2014 : Little Boy d'Alejandro Monteverde : Emma Busbee
- 2014 : Molly Moon et le livre magique de l'hypnose (Molly Moon and the Incredible Book of Hypnotism) de Christopher N. Rowley : Miss Trinklebury
- 2015 : Une merveilleuse histoire du temps (Theory of Everything) de James Marsh : Beryl Wilde
- 2015 : Everest de Baltasar Kormákur : Helen Wilton
- 2015 : A Royal Night Out de Julian Jarrold : La Reine
- 2017 : Kingsman : Le Cercle d'or (Kingsman : The Golden Circle) de Matthew Vaughn : Fox, le chef de cabinet de la Maison-Blanche
- 2017 : Sur la plage de Chesil (On Chesil Beach) de Dominic Cooke : Violet Ponting
- 2017 : Happy Family de Holger Tappe : Emma Wishbone (voix)
- 2018 : The Happy Prince de Rupert Everett : Constance Lloyd
- 2022 : God's Creatures de Saela DavisAnna et Rose Holmer : Aileen O'Hara
- 2024 : Tu ne mentiras point (Small Things Like These) de Tim Mielants : Sœur Mary
- 2025 : La Légende d'Ochi (The Legend of Ochi) d'Isaiah Saxon : Dasha
- 2025 : Hamnet de Chloé Zhao : Mary Shakespeare

### Télévision

#### Séries télévisées
- 1994 : Performance : Rosalie
- 2013 : Le Mari de la ministre (The Policitian's Husband): Freya Hoynes
- 2015 : The Secret Life of Marilyn Monroe : Grace McKee
- 2017 : Sous influence (Apple Tree Yard) : Yvonne Carmichael
- 2017 : Genius : Elsa Einstein
- 2018 : Les quatre filles du Docteur March : Marmee March
- 2019 : Chernobyl : Ulyana Khomyuk
- 2020 : The Third Day : Mme Martin
- 2021 : Too Close : Dr. Emma Robertson
- 2024 : Dune: Prophecy : Valya Harkonnen

#### Téléfilms
- 1997 : The Mill on the Floss de Graham Theakston : Maggie Tulliver
- 2008 : L'Enfant du secret (The Memory Keeper's Daughter) de Mick Jackson : Caroline Gil
- 2011 : Une femme de confiance (Appropriate Adult, téléfilm en deux parties) de Julian Jarrold : Janet Leach
- 2015 : A Song for Jenny de Brian Percival : Julie Nicholson
- 2015 : L'Habilleur (The Dresser) de Richard Eyre : L'habilleuse
- 2018 : Le Roi Lear (King Lear) de Richard Eyre : Regan

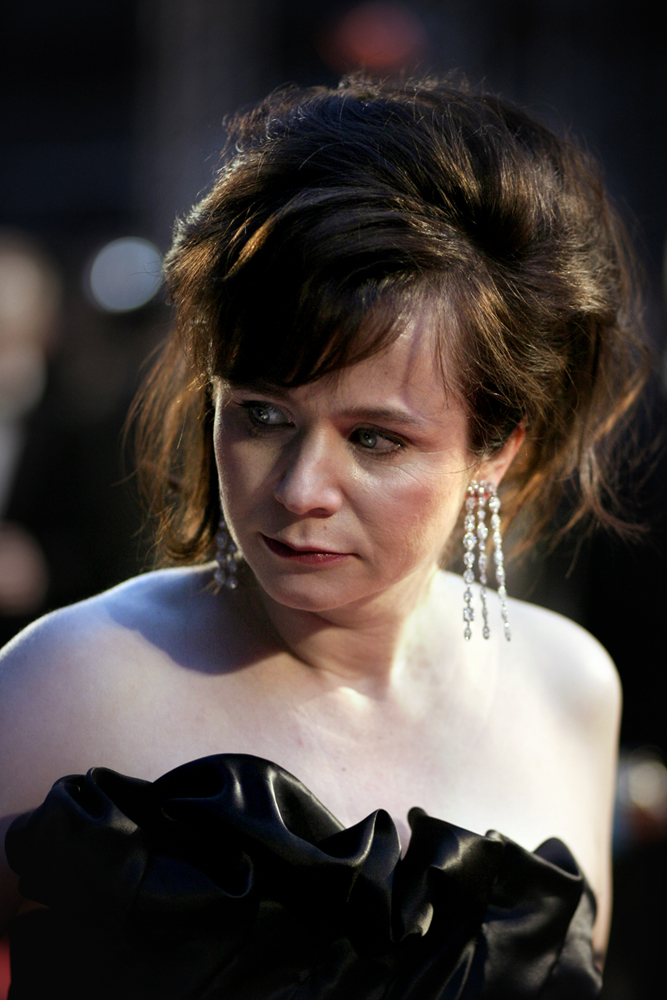
Emily Watson en 2007 à la cérémonie des British Academy Film Awards.

### Doublage
- 2004 : Le Monde fabuleux de Gaya (Back to Gaya) de Lenard Fritz Krawinkel et Holger Trappe : Alanta
- 2005 : Les Noces funèbres (Corpse Bride) de Tim Burton : Victoria Everglot
- 2007 : A-Z de Sally Arthur : Mme P (court-métrage)
- 2017 : Happy Family d'Holger Tappe : Emma

## Distinctions

### Récompenses
- Prix du cinéma européen de la meilleure actrice 1996 pour Breaking the Waves
- British Academy Television Awards 2012 : Meilleure actrice pour Appropriate Adult
- Festival de télévision de Monte-Carlo 2012 : Meilleure actrice pour Appropriate Adult
- Festival international des programmes audiovisuels de Biarritz 2014 : FIPA d'or d'interprétation féminine pour The Politician's Husband
- Festival international du film de Saint-Sébastien 2015 : Prix Donostia
- Berlinale 2024 : Ours d'argent de la meilleure performance dans un second rôle pour Tu ne mentiras point (Small Things Like These)

### Nominations
- Oscars 1997 : Meilleure actrice pour Breaking the Waves
- Oscars 1999 : Meilleure actrice pour Hilary et Jackie
- Golden Globes 2020 : Meilleure actrice dans un second rôle dans une série, une mini-série ou un téléfilm pour Chernobyl

## Voix francophones
En France, Emily Watson est régulièrement doublée par Isabelle Gardien. Danièle Douet l'a doublée à cinq reprises.
Au Québec, Lisette Dufour est la voix québécoise régulière de l'actrice.